# Mustafa III
Mustafa III (tiếng Thổ Ottoman:MuȲȲafā-yi sālis) (1717 – 1774) là vua thứ 26 của nhà Ottoman - đế quốc Thổ Nhĩ Kỳ, trị vì từ năm 1757 đến 1774. Lên ngôi trong thời mạt kỳ của vương triều Ottoman, Mustafa đã đề xuất các biện pháp cải cách chính trị, xã hội, quân sự... nhưng không thể cải thiện đáng kể được tình hình đất nước. Ông cũng làm mất nhiều lãnh thổ ở Đông Âu về tay đế quốc Nga đang hưng khởi trong cuộc chiến tranh Nga-Thổ 1768-1774, những tổn thất này đã đẩy mạnh đà suy yếu của nhà nước Thổ Nhĩ Kỳ.

## Tiểu sử
Mustafa III sinh ngày 28 tháng 1 năm 1717 ở kinh thành Constantinopolis, là con của Ahmed III với vương phi Mihrisah Sultana. Thuở nhỏ, ông được hưởng một nền giáo dục bài bản và rất đam mê thiên văn học. Ông cũng tìm hiểu về lịch sử Ottoman và thế giới Hồi giáo. Sau khi anh họ là Osman III chết, Mustafa lên ngôi hoàng đế năm 1757..
Là ông vua năng động và biết suy nghĩ về vận nước, Mustafa III đã cùng quan thái tể Koca Ragıp Pasha (tại chức 1757 – 1763) ban hành các cải cách về bộ máy nhà nước và đổi mới quân đội để đưa Thổ Nhĩ Kỳ lên ngang hàng với các nước mạnh châu Âu. Tuy nhiên, quốc gia Ottoman đã quá suy vong đến mức mọi nỗ lực cải cách lớn đều không thể ngăn được. Thêm vào đó, các dự án cải cách bộ máy hành chính của nhà vua chịu sự phản kháng hết sức dữ dội của lực lượng Túc vệ quân và các đạo sĩ Hồi giáo. Về quân sự, Mustafa III được sự trợ giúp của viên sĩ quan pháo binh Pháp nổi tiếng Baron de Tott đã đổi mới binh chủng pháo binh Thổ và thành lập Trường Công binh Hải quân vào năm 1773
Thái tể Koca Ragıp Pasha và người kế nhiệm là Muhsinzade Mehmed Pasha đều duy trì chính sách hiếu hòa với các lân bang. Nhưng sự gia tăng ảnh hưởng của Nga tại Kavkaz và ý đồ xâm chiếm Ba Lan của nữ hoàng Nga Ekaterina II đã đưa đến căng thẳng trong quan hệ Nga-Thổ. Thái tể Mehmed Pasha muốn giữ hòa khí với Nga, nhưng Mustafa III bằng được theo đuổi chiến tranh với đế quốc đang trỗi dậy này, và viên thái tể buộc phải cáo quan vào năm 1768. Cùng năm đó, chiến tranh Nga-Thổ bùng nổ. Mustafa tin rằng ông sẽ đạt được một chiến thắng dễ dàng, nhưng trên thực tế người Thổ đã không chuẩn bị cho một cuộc chiến tranh lâu dài. Dù có quân số vượt trội đối phương, quân đội Thổ Nhĩ Kỳ liên tiếp thua trận: trên biển, hải quân Thổ bị đánh bại hoàn toàn trong trận Chesma (Chesme) ngoài khơi Hy Lạp vào tháng 7 năm 1770; trên bộ, quân Nga chiếm được Krym, Romania và nhiều phần đất của Bulgaria thuộc Thổ Nhĩ Kỳ.. Mùa hè năm 1773, Mustafa định thân chinh đánh Nga nhưng do bệnh nặng nên phải ở lại kinh thành Constantinopolis. Ông chết vào ngày 21 tháng 10 năm 1774 trong cơn đau tim, tại điện Topkapi. Không lâu sau đó, Thổ ký hòa ước chấm dứt chiến tranh với Nga.
Mustafa cũng là một thi sĩ tài hoa. Không lâu trước khi qua đời, Mustafa đã cảm tác một bài thơ nói vận thế điêu đứng của đất nước Thổ như sau:
"Thế giới này đang tàn hoại, không thể mong nó tốt lành với chúng ta"
"Quốc gia đang chìm trong sự suy đồi và biến loạn".
"Tất cả mọi triều thần đều mãi lo hưởng lạc;"
"Chúng ta không còn trông mong vào gì ngoài sự cứu rỗi của thượng đế".

## Các công trình kiến trúc

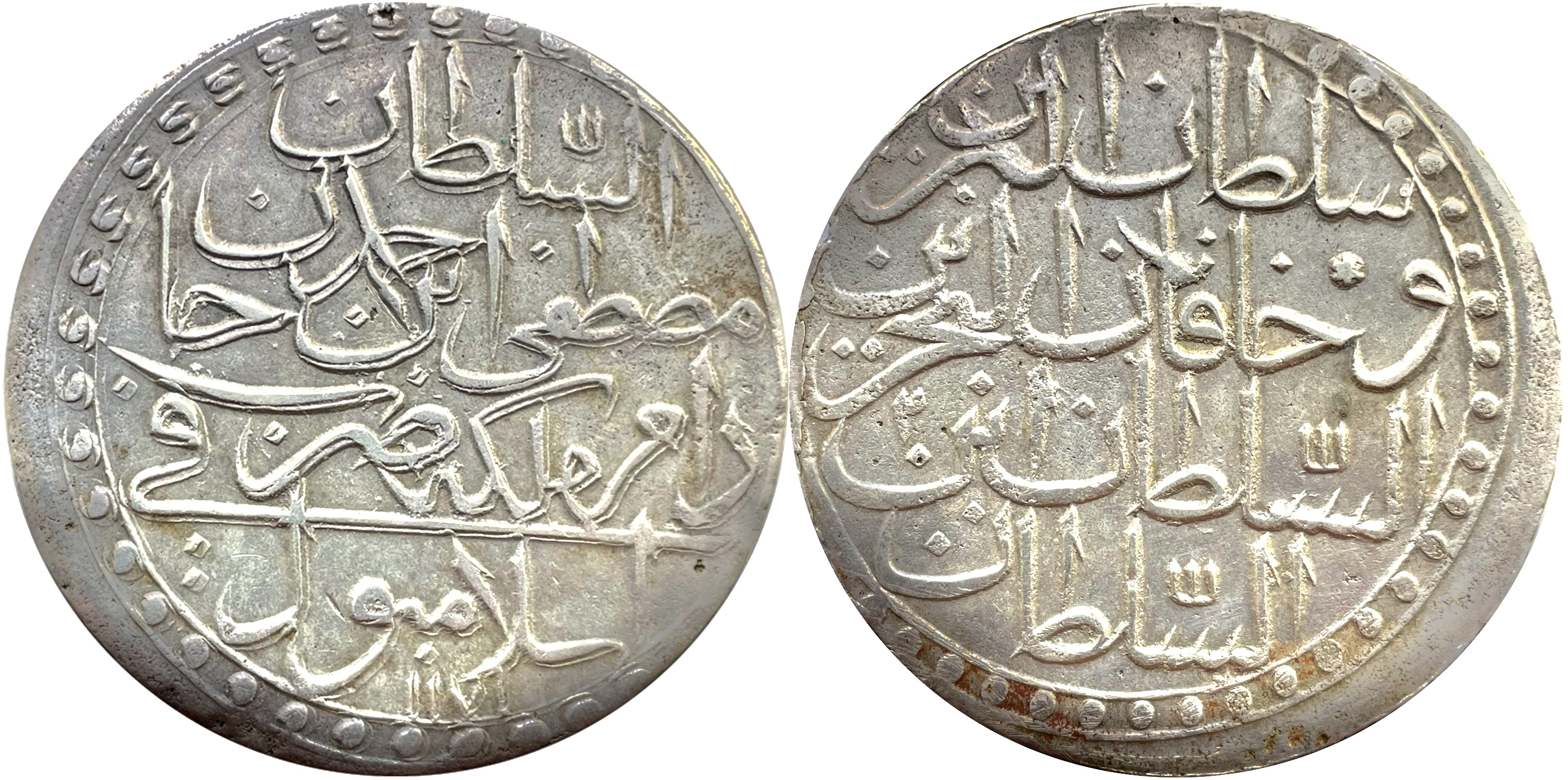
Xu bạc: 2 Zolota Đế chế Ottoman được đúc dưới thời Mustafa III, 1759

Mustafa III cho xây dựng lại các thánh đường Fatih và Eyub Sultan sau trận động đất ở Constantinopolis năm 1766. Ông đã bỏ tiền ra hồi phục lại các khu vực bị tàn phá trong thành phố này. Ông lệnh cho xây dựng thánh đường Laleli, và thánh đường này đã được xây trong vòng 4 năm. Dưới triều đại ông, các thánh đường Uskudar Ayazma, Mehmed Bey (Cairo), Sultan Mustafa III được khởi công xây dựng.

## Gia quyến
Mustafa cưới Valide Sultan (1789) Mihr-i shah, bà sinh cho ông hai người con mang tên Selim và Mehmed. Ngoài ra, ông còn có 5 công chúa.